# 袖釣込腰

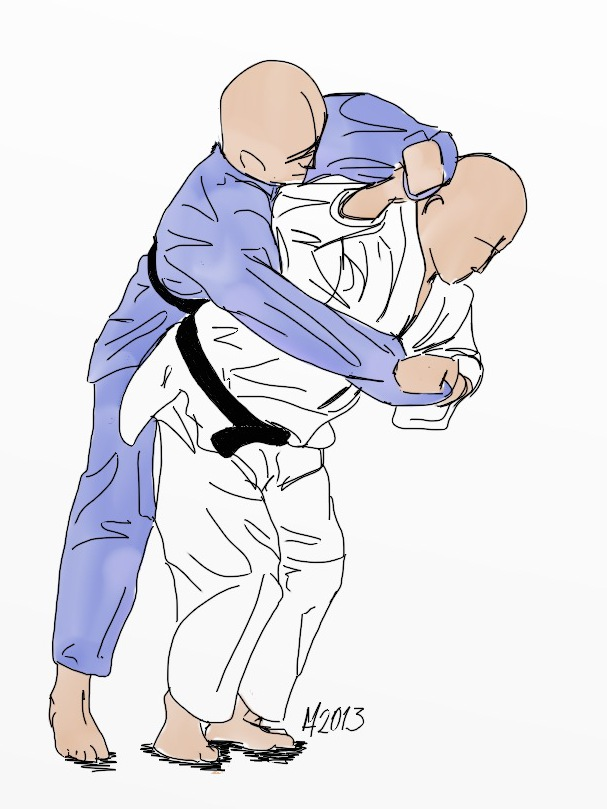
両袖を持った袖釣込腰のイラスト

袖釣込腰（そでつりこみごし）は、柔道の投技の腰技10本の一つ。講道館や国際柔道連盟 (IJF) での正式名。IJF略号STG。

## 概要
組み手は、釣り手で横襟、引き手で袖を掴む。一般的には、この様にスタンダードな組み手で組む。右組の場合、引き手（袖を持った左手）は釣り手側に袖を釣り上げ、釣り手（襟を持った右手）で相手の体前方に崩し、左前回りさばきで踏み込んで体を沈め、肩越しに投げる。左組の場合、釣り手と引き手を逆に使い（釣り手が引き手、引き手が釣り手になる。）、技のモーションも逆になる。引き手（袖を持った左手）の使い方には主に二つのパターンがあり、相手をバンザイさせるように上に釣り上げるパターンと、畳み込んで左の背負投げのように右方向に固めてしまうパターンである。いずれにせよ、相手の袖をコントロールする技術が必要で技の難易度は高い。
また、相手の左手が自由になっているので、左手を使って、防御することが出来ないように、方向や高さを工夫しないと一本を取ることは難しい。引き手で相手の腕を1本殺すことができないと体を密着させられないため、技が成功しない。左対右の組み手（ケンカ四つ）の場合は、お互いの引き手が袖を引き合う格好になるため、十分に組んだ状態からも狙っていけるが、右対右、左対左の組み手（相四つ）でこの技を狙う時は、相手に襟をもたれていると技をかけることが困難になる。この場合は相手に襟を取られる前の組際を狙うか、事前に相手の釣り手を切る必要がある。
この技の大きな特徴は、背負投や体落等、他の前回りさばきで（相手に背中を見せて）投げる技とは体の回転方向が逆になるところである。逆技と呼ばれるのは、このためであり、逆技の代表的な技である。（後に、逆背負投＜俗称：韓国背負い＞、回転一本背負等の逆技が登場する。）組み手とは逆方向に崩すため相手の意表を突くことができ、しかも体が入ってしまえば、受けは腕を1本殺された体勢になるため、こらえることも難しい。前述の背負投や体落からの連絡技とすると左右のコンビネーションが使え有効である。
以上のように非常に高度な技術を必要とする技であるが、マスターすれば袖だけを持った組み手や片襟、片袖、両袖と言った様々な組み手から繰り出すことが出来るため、国際試合で活躍する多くの選手が得意技にしている。

### 橋本スペシャル
橋本スペシャル（はしもとスペシャル）は片手での袖釣込腰。引手左手で相手の右袖を掴み釣手右手はどこも掴まない。橋本壮市の得意技。

### 丸山スペシャル
丸山スペシャル（まるやまスペシャル）は丸山顕志が得意とした袖釣込腰の変化技。釣り手を持っていた手を相手の脚、下穿き、上裾、後帯、背中に持ち替え肩車のように投げる。腕が長く力の強い外国人選手にはこの変化技を得意とする選手が多い。
2013年2月から試験的に導入され 、のちに本格的に導入となったルールにより、相手の帯より下に触る脚掴みが禁止となり、国際ルールでは脚、下穿き、帯の中から出てない上裾を持つのが禁止され、ほとんど使用されなくなった。
柔道国際ルール2019年10月の改定では頭部から着地しなくても相手を肩や背に背負いながら飛込前転 (somersault forward) のようなことをすることが反則負けとなると明記された。丸山スペシャルはこの「ダイビング」の反則を取られることも多い。
国際ルールに準じて行われる2025年の皇后盃全日本女子柔道選手権大会、全日本柔道選手権大会では上衣掴みののちの脚掴みを解禁。しかし上衣掴みと脚掴みがほぼ同時の場合は指導のままである。だがこの技については補助的に脚に触ってる掴んでいるに過ぎないとしてほぼ同時でも認めることとなった。
試合での実例
- グランプリ・テルアビブ2019男子73 kg級1回戦

ウルグベク・オタムロドフ（ウズベキスタン） （2:00 技あり 袖釣込腰） ディン・ヤコフ・ジェマー（イスラエル）
実際の試合ではオタムロドフは丸山スペシャルで技ありを取るが、一年後の2020IJFレフェリング・セミナーにおいて上裾を掴んだ脚掴みおよび自ら頭から突っ込むダイビングによりオタムロドフの反則負けが正しいとされた。

## 袖釣込腰を得意とする選手
この技の名手としては、男子では古賀稔彦、瀧本誠、塘内将彦、 阿部一二三、女子では谷本歩実、渡邉美奈、阿部詩などが挙げられる。特に古賀に関しては現役時代後半には得意の背負投を警戒する相手に対して非常に有効だった。

## 分類と名称
1972年に制定された講道館技名称では袖釣込腰は釣込腰に包含されていた。1995年9月に決定されたIJFの技名称では袖釣込腰が釣込腰とは別の技とされていた。1997年（平成9年）4月1日、IJFに合わせる形で講道館でも袖釣込腰は釣込腰から独立した。柔道家の川石酒造之助の書籍でも両袖を持った袖釣込腰を釣込腰としている。